# Loyal (hrabstwo Clark)
Loyal – miejscowość w Stanach Zjednoczonych, w stanie Wisconsin, w hrabstwie Clark.